# Antibiózis
Az antibiózis, amennalizmus az allelopátia egyik fajtája. Ez az egyes növényekre, algákra, baktériumokra, korallokra, vagy gombákra jellemző olyan képesség, és a képesség gyakorlata ami folyamán egy élettani rendszerben bizonyos ún. biomolekulák kibocsátása útján egy élőlény a környezetében levő más növények életfolyamatát gátolja, illetve lehetetlenné teszi. Az antibiózissal szemben a szimbiózis békés együttélést jelent. Azoknak a kémiai reagenseknek amelyek kibocsátása jó, vagy rossz irányba befolyásolja élettani szomszédjait allelochemicals az angol neve, ami talán alleloreagens-ként fordítható.
Az antibiózisra való képesség jelentős fegyver a növények esetében az élőlények közötti természetes kiválasztódást eredményező versenyben. A növények esetében egyéb egyszerűbb mechanizmusok is közreműködnek, például az életfolyamatra szükséges tápanyagok, víz, energiát szolgáltató fény stb. környezetből való megvonása, gyorsabb növekedés és éghajlati körülményekhez való jobb alkalmazkodás stb., de az antibiózisra való képesség ezekhez lényegesen hozzájárul.
Példák:
- A diófa által termelt anyagok gátolják más növények magjainak csírázását.
- A gombák által termelt antibiotikum gátolja a baktériumok szaporodását.